# Sten Sture den yngre
Sten Sture den yngre (født Sten Svantesson Sture den 1493, død 3. februar 1520) var en svensk ridder der var rigsforstander 1512-1520. Han var søn af Svante Nilsson og Iliana Gädda.
Han blev slået til ridder af kong Hans ved hans kroning i Stockholm i 1497. Allerede som teenager ledede Sten Sture militæroperationer i sin fars kamp mod kong Hans.
Ved sin fars død i 1512 tog han dennes slotslen i besiddelse, og fik almuen på sin side. Dermed kunne han udmanøvrere rådets kandidat ved valget til rigsforstander – Erik Trolle. Han antog navnet Sture og videreførte Sturepartiets politik, en alliance af almuen, bjergfolk og borgere mod rigsrådsaristokratiet.
Sten Sture afsatte oppositionens leder, ærkebiskop Gustav Trolle, og tog initiativet til en rigsdagsbeslutning om at nedrive Gustav Trolles borg Almarestäket. Inden da blev han og hans tilhængere bandlyst af paven, så Sverige endte i interdikt, hvilket senere udløste Det Stockholmske Blodbad.
Den nye unionskonge, Christian 2., forsøgte både i 1517 og 1518 invasion i Sverige, men blev stoppet i slaget ved Brännkyrka i nærheden af Stockholm i 1518.
I januar 1520 kom danskerne tilbage til Sverige. Under befaling af Otto Krumpen red de over grænsen og ind i Västergötland hvor Sten Sture stillede op med 10.000 mand ved den nordlige bred af søen Åsunden. Den 19. januar mødtes hærene i slaget på Åsunden ved Bogesund, hvor et af de første kanonskud knuste Sten Stures ene knæ, og han døde senere af skaden. Der udbrød forvirring, og den svenske armé flygtede.
Sten Sture blev kørt med slæde til Strängnäs, men døde af skaden den 3. februar på Mälarens is under transporten hjem til Stockholm.
I forbindelse med det Stockholmske Blodbad blev hans lig gravet op, og brændt for kætteri sammen med de andre på Stortorget. Hans gravsten står dog på Katarina kirkegård på Södermalm.

## Familie
Sten Sture blev gift 16. november 1511 i Stockholm med Kristina Nilsdotter Gyldenstjerne (1494-1559)
De fik følgende børn:
1. Nils Sture (år 1512 – år 1527)
2. Iliana Sture (Stensdotter) (år 1514 – )
3. Magdalena Sture (Stensdotter) (år 1516 – år 1521)
4. Svante Sture d.y. (Stensson) (år 1517 – år 1567)
5. Anna Sture (Stensdotter) (år 1518 – )
6. Gustav Sture (år 1520 – år 1520) Navnet ukendt, Gustav er sikkert ukorrekt - en forveksling med Kristinas søn fra andet ægteskab.

## Eksterne henvisninge
- Wikimedia Commons har flere filer relateret til Sten Sture den yngre